# Elbe-Parey
Elbe-Parey er en enhedskommune bestående af syv landsbyer i den nordvestlige del af landkreis Jerichower Land i den tyske delstat Sachsen-Anhalt.

## Geografi
Elbe-Parey ligger mellem byerne Burg og Genthin og er 19 kilometer i retningen nord-syd, og op til 12 kilometer mellem øst og vest. Vestgrænsen af kommune dannes hovedsageligt af floden Elben; øst for, parallelt med Elben løber Elben-Havel-Kanalen. I sydøst hæver landskabet Fläming sig. I den østlige del af kommunen er der store skovområder. Højeste punkt er Derbensche Berg med 56,3 meter.

### Kommuneinddeling
Kommunen Elbe-Parey blev oprettet 1. september 2001 ved sammenlægning af de indtil da selvstændige kommuner:
| Bergzow     |
| Derben      |
| Ferchland   |
| Güsen       |
| Hohenseeden |
| Parey       |
| Zerben      |